# Arec (journal)
Pour les articles homonymes, voir Arec.
Arec (arménien : Արեգ, du nom du mois du soleil du calendrier arménien) est un journal politique et économique hebdomadaire pro-soviétique en langue arménienne fondé le 23 juillet 1932 à Marseille et publié jusqu'en 1933.

## Historique
Arec voit le jour le 23 juillet 1932 à Marseille et est dirigé par Takvor Hachikian.
Dans ce journal, on peut trouver des articles à propos des relations internationales (notamment du rapprochement entre la France et l'URSS), des articles économiques (généralement critiques du capitalisme) ou encore des articles s'intéressant à la vie des Arméniens de Marseille. Arec se fait aussi l'écho des progrès effectués en Arménie soviétique et prône le rapprochement entre la diaspora arménienne en France et la RSS d'Arménie, soutenant notamment l'émigration des Arméniens de France vers leur pays natal et se faisant le relai des activités de la section française du Comité de secours pour l'Arménie.
Arec disparaît en 1933.